# Eutelia subrubens
Eutelia subrubens là một loài bướm đêm trong họ Noctuidae.